# Người Marathi
Người Marathi (tiếng Marathi: मराठी लोक) là một nhóm sắc tộc nói tiếng Marathi, một ngôn ngữ Ấn-Arya. Họ sống ở bang Maharashtra cũng như các huyện giáp với bang, như Belgaon và Karwar của Karnataka, và Madgaon của bang Goa ở miền tây Ấn Độ. Ngôn ngữ của họ, tiếng Marathi, là một phần của nhóm ngữ chi Ấn-Arya. Cộng đồng đã nổi lên về mặt chính trị vào thế kỷ XVII khi các chiến binh Maratha, dưới thời Shivaji Maharaj, đã thành lập Đế chế Maratha, phần lớn là để chấm dứt cai trị của Mughal.

## Lịch sử

### Thời kỳ cổ đại đến thời trung cổ
Trong thời kỳ cổ đại, vào khoảng năm 230 TCN, Maharashtra đã nằm dưới sự cai trị của triều đại Satavahana trị vì vùng này trong 400 năm. Nhà vua vĩ đại nhất của triều đại Satavahana là Gautami putra Satakarni. Nhà Vakataka trị vì Maharashtra từ thế kỷ thứ III đến thế kỷ thứ V. Triều đại Chalukya trị vì Maharashtra từ thế kỷ thứ VI đến thế kỷ thứ VIII. Hai nhà lãnh đạo nổi tiếng là Pulakeshin II, người đã đánh bại Hoàng đế Ấn Độ phía bắc Harsh và Vikramaditya II, người đã đánh bại quân xâm lược Ả Rập vào thế kỷ VIII. Triều đại Rashtra kuta trị vì Maharashtra từ thế kỷ VIII đến thế kỷ thứ X. Nhà lữ hãnh Ả Rập Sulaiman đã gọi người cai trị triều đại Rashtrakuta (Amoghavarsha) là "một trong bốn vị vua vĩ đại của thế giới" Từ đầu thế kỷ XI đến thế kỷ XII, Thung lũng Deccan chiếm ưu thế bởi Đế chế Chalukya phương Tây và triều đại nhà Chola.
Triều đại Seuna, còn được gọi là triều đại Yadav và trị vì Maharashtra từ thế kỷ XIII đến thế kỷ XIV. Các Yadavas đã bị đánh bại bởi Khaljis năm 1321. Sau thất bại của Yadav, khu vực này được cai trị trong 300 năm tiếp theo bởi một loạt các nhà cai trị Hồi giáo bao gồm (theo thứ tự thời gian): Khaljis, Tughlaqs, Bahamani Sultanate và các bang kế nhiệm được gọi là vương quốc Deccan như Adilshahi, Nizamshahi, và đế chế Mughal.
Giai đoạn đầu của đạo luật Hồi giáo đã chứng kiến sự tàn bạo như áp đặt thuế Jaziya đối với những người không phải Hồi giáo, phá dỡ đền thờ và buộc phải chuyển đổi. Tuy nhiên, chủ yếu là người Hindu và các nhà cai quản Hồi giáo theo thời gian đã đến chỗ ở. Trong phần lớn thời gian này, những người Bà-la-môn chịu trách nhiệm về tài khoản trong khi thu ngân sách nằm trong tay Maratha, người có watans (quyền thừa kế) của Patilki (thu thu ở cấp thôn) và Deshmukhi (thu thu nhập trên một diện tích lớn hơn). Một số gia đình như Bhosale, Shirke, Ghorpade, Jadhav, More, Mahadik, và Ghatge đã phục vụ các vị sultans khác nhau ở các thời kỳ khác nhau trong thời gian. Tất cả các watandar coi watan của họ là nguồn sức mạnh kinh tế và niềm tự hào và không muốn chia tay với nó. Các watandar là người đầu tiên phản đối Shivaji vì điều đó làm tổn hại lợi ích kinh tế của họ. Do hầu hết dân số là người Hindu và nói tiếng Marathi, thậm chí những người sultan như Ibrahim Adil Shah I đã thông qua Marathi như là ngôn ngữ của tòa án, để quản lý và giữ sổ sách. Đạo luật Hồi giáo dẫn đến ngôn ngữ Marathi chấp nhận từ vựng của người Ba Tư. Per Kulkarni, cho tầng lớp thượng lưu của thời đại bằng cách sử dụng từ tiếng Ba Tư là một biểu tượng trạng thái. Các họ có nguồn gốc từ dịch vụ trong giai đoạn đó như Fadnis, Chitnis, Mirasdar vv vẫn đang được sử dụng.